# Гувер, Лэрри
Лэрри Гувер (род. 30 ноября 1950) — основатель и продолжительное время главарь Гангстеров-Апостолов, уличной банды за пределами северного Иллинойса и Индианы.

## Биография
Лэрри Гувер родился в городе Джэксоне в штате Миссисипи, но вырос в Чикаго, где в середине 1960-х годов, будучи подростком, стал главарём уличной банды.
В 1974 году за убийство был приговорён к пожизненному заключению, что не помешало ему стать главным создателем банды, известной как Нация чёрных гангстеров-апостолов (англ. the Gangster Disciple Nation, позже названной Гангстеры-апостолы — ГА (GD).
Во время заключения «Король Гувер» возглавлял незаконную торговлю наркотиками в тюрьме и на улицах, начиная с запада Чикаго и заканчивая всей территорией Соединённых Штатов.
В начале 1990-х годов Гувер отрекся от своего криминального прошлого и стал городской политической знаменитостью в Чикаго, а ГА приобрели фанатов в сообществе благодаря благотворительности и протестам за мир. Он провозгласил, что ГА теперь означает «Рост и Развитие» (Growth and Development).
Продолжительное федеральное расследование с использованием микрофонов и передатчиков добавило Гуверу ещё один пожизненный приговор в 1995 году за торговлю наркотиками и вымогательство. Банда Гувера насчитывала 15 000 «солдат» в 5 штатах и зарабатывала миллионы долларов.
В настоящее время Гувер находится в тюрьме в Колорадо, и является одним из редких «героев» старой школы гангстерского сообщества. Некоторые его фанаты говорят, что он жертва политических сил, виновен только в том, что он чёрный и в неправильном бизнесе.
Разговоры Гувера в тюрьме были записаны передатчиками, спрятанными в бейджиках посетителей. ГА использовали Звезду Давида в качестве символа своей банды. Документальная драма «История Лэрри Гувера: Санкционированная версия» назвала его «крупнейшим чикагским гангстером со времён Аль Капоне».